# Франциск Домінік Геппнер
Франциск Домінік Геппнер (лат. Franciscus Dominicus Heppner) — львівський міщанин. Міський лавник (1637—1646), райця (1646—1648) та бурмистр (1647).

Родині Геппнерів належала кам'яниця на Площі Ринок, 28 (Кам'яниця Гепнерівська).

## Сім'я
Син Павла Геппнера, львівського райці та бурмистра, батько Павла Домініка Геппнера, міського райці та бурмистра Львова.